# 永登浦市場駅
永登浦市場駅（ヨンドゥンポシジャンえき）は大韓民国ソウル特別市永登浦区永登浦洞5街にある、ソウル交通公社5号線の駅である。駅番号は524。

## 歴史
- 1996年8月12日 - ソウル特別市都市鉄道公社（当時）5号線・カチ山～汝矣島区間の開通とともに開業。
- 2017年5月31日 - ソウル特別市都市鉄道公社とソウルメトロが統合され、ソウル交通公社の駅となる。

## 駅構造

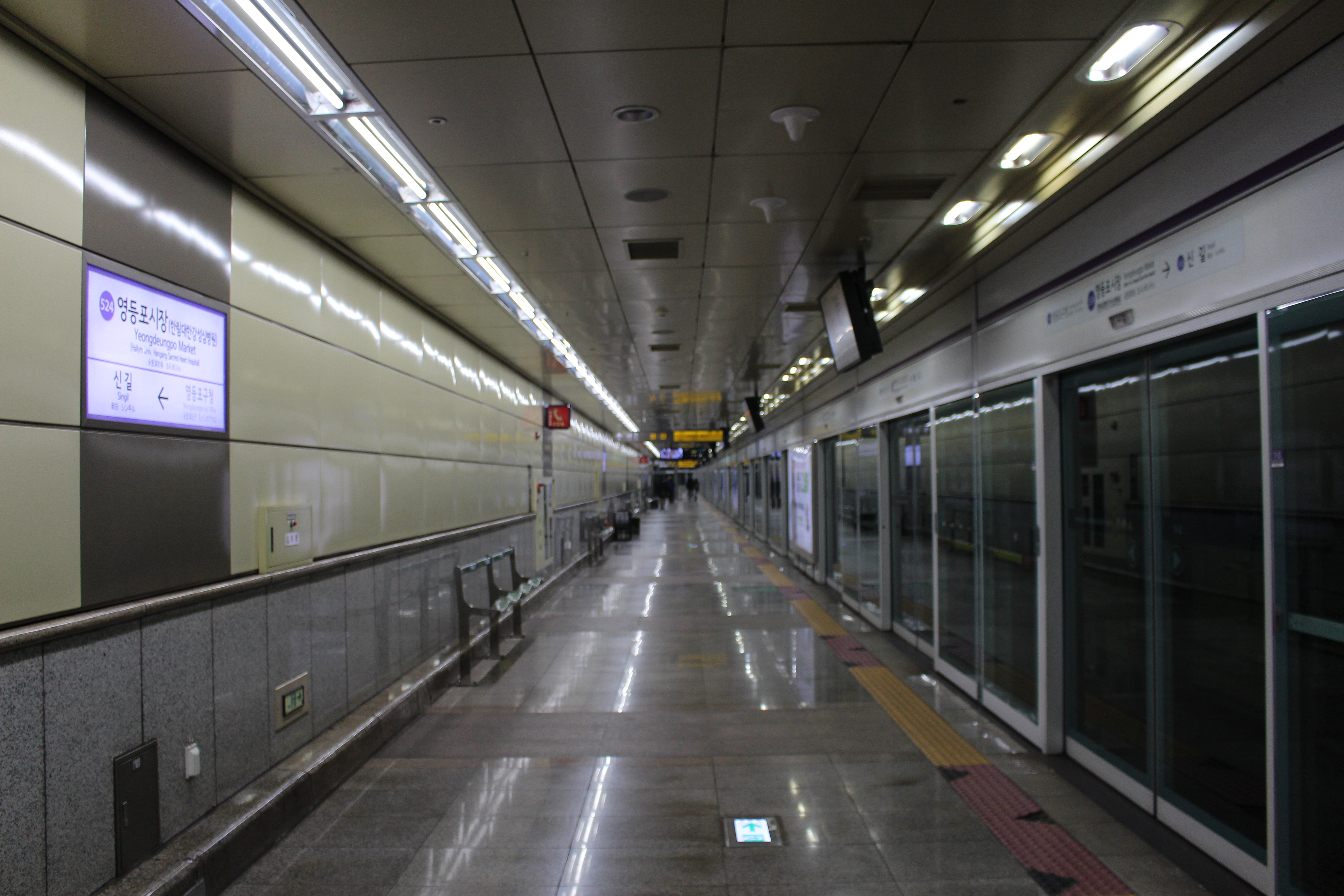
ホーム（2018年12月21日）

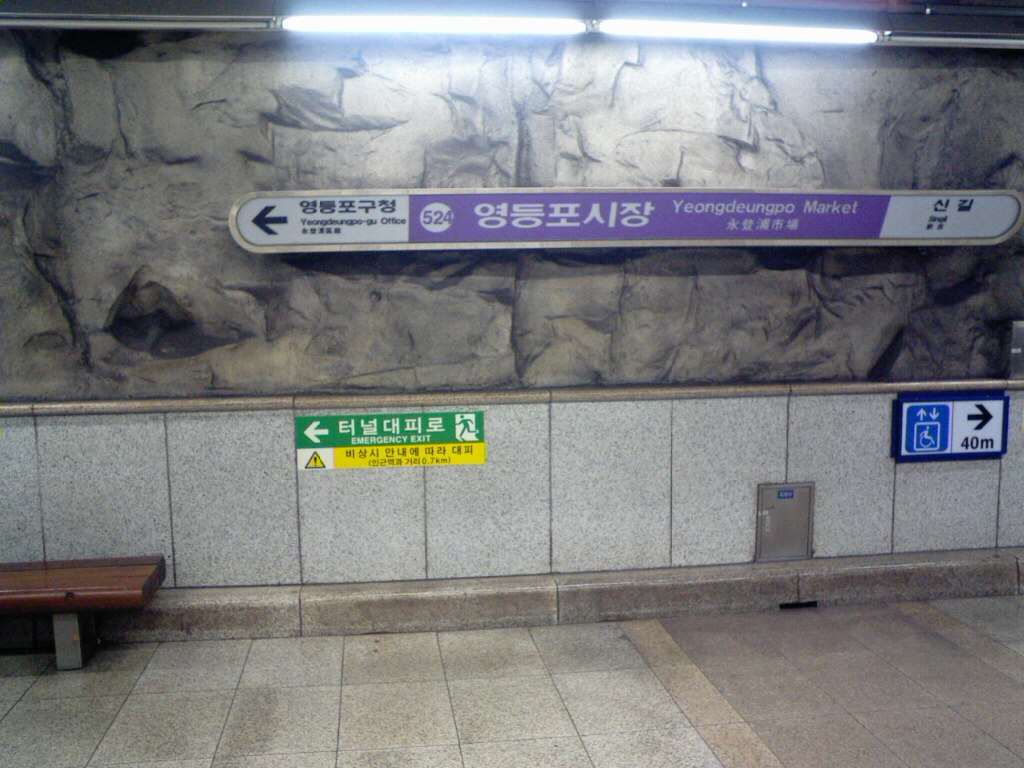
旧デザインのホーム（2008年9月15日）

相対式ホーム2面2線の地下駅で地下6階の非常に深いところにホームがある。かつてはホーム壁面は洞窟のような岩盤がむき出しになったデザインとなっていたが改装された。出口は4番まである。

### のりば
案内上ののりば番号は設定されていない。 
| 上り | 5号線 | 永登浦区庁・カチ山・金浦空港・傍花方面       |
| 下り | 5号線 | 汝矣島・光化門・上一洞・河南黔丹山・馬川方面 |

## 利用状況
近年の一日平均利用人員推移は下記のとおり。
| 路線  | 路線     | 2000年 | 2001年 | 2002年 | 2003年 | 2004年 | 2005年 | 2006年 | 2007年 | 2008年 | 2009年 | 出典  |
| ----- | -------- | ------ | ------ | ------ | ------ | ------ | ------ | ------ | ------ | ------ | ------ | ----- |
| 5号線 | 乗車人員 | 7,024  | 7,656  | 7,442  | 7,500  | 7,506  | 7,111  | 6,810  | 6,584  | 6,457  | 6,969  | [ 1 ] |
| 5号線 | 降車人員 | 8,279  | 8,748  | 8,354  | 8,311  | 8,054  | 7,557  | 7,175  | 6,792  | 6,636  | 7,353  | [ 1 ] |
| 5号線 | 乗降人員 | 15,303 | 16,404 | 15,797 | 15,811 | 15,560 | 14,668 | 13,986 | 13,376 | 13,093 | 14,322 | [ 1 ] |
| 路線  | 路線     | 2010年 | 2011年 | 2012年 | 2013年 | 2014年 | 2015年 | 2016年 |        |        |        | [ 1 ] |
| 5号線 | 乗車人員 | 7,214  | 7,514  | 7,741  | 7,809  | 7,827  | 8,014  | 8,300  |        |        |        | [ 1 ] |
| 5号線 | 降車人員 | 7,824  | 8,043  | 8,253  | 8,326  | 8,393  | 8,673  | 9,024  |        |        |        | [ 1 ] |
| 5号線 | 乗降人員 | 15,038 | 15,557 | 15,994 | 16,136 | 16,220 | 16,687 | 17,323 |        |        |        | [ 1 ] |

## 駅周辺
駅の南側に駅名の由来となった永登浦市場があり、韓国鉄道公社・首都圏電鉄1号線永登浦駅まで商業地が続いている。
- ソウル特別市南部教育支援庁（朝鮮語版）
- 翰林大学校漢江聖心病院（朝鮮語版）
- 永登浦市場
- 全国教職員労働組合本部
- KT永登浦支社
- 共に民主党 ソウル特別市堂
- TIMES SQUARE（朝鮮語版）
  - 新世界百貨店永登浦店
  - Eマート永登浦店
  - 教保文庫永登浦店
- ロッテマートマックス永登浦店

## 隣の駅
ソウル交通公社
 5号線
永登浦区庁駅 (523) - 永登浦市場駅 (524) - 新吉駅 (525)